# Rua Jerônimo Coelho (Florianópolis)
A Rua Jerônimo Coelho é uma via localizada no centro da capital catarinense, Florianópolis.  

## Histórico

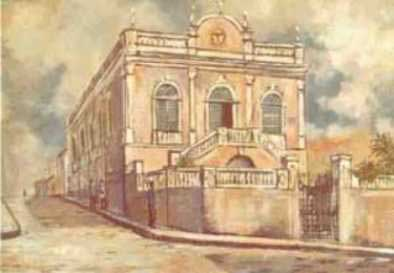
Casarão que abrigou a sede do TJSC entre 1908 e 1929

Mesclando endereços comerciais e residenciais, esta rua já abrigou importantes instituições do governo estadual, como o Diário Oficial do Estado de Santa Catarina e a sede do Tribunal de Justiça do estado (este último entre 1908 e 1929).
A rua foi batizada com este nome para perpetuar da imagem histórica de Jerônimo Francisco Coelho, jornalista (fundou o primeiro periódica catarinense - O Catharinense em 1831), militar e político (deputado e presidente da Assembléia Legislativa Provincial de Santa Catarina e Ministro da Marinha do Brasil) catarinense, nascido em Laguna.

## Características
A rua sobe a partir da Avenida Paulo Fontes até a Avenida Osmar Cunha. Nela ficam o Mercado Público de Florianópolis e o Camelódromo. Até chegar à rua Tenente Silveira, é um calçadão, onde cruza as importantes ruas comerciais Felipe Schmidt e Conselheiro Mafra, que também são calçadões. Toda aquela região é considerada o principal centro comercial de rua do Centro.
Entre a rua Tenente Silveira e a Osmar Cunha ela deixa de ser calçadão sendo uma via de duas faixas em sentido único.